# Національний банк Білорусі
Національний банк Республіки Білорусь (НБ РБ) — центральний банк Республіки Білорусь.

## Розташування
Розташований у столиці країни — Мінську.

## Історія
Банк був створений радою народних комісарів в 1922 році як Білоруський республіканський банк. Незабаром він перейшов у підпорядкування Державного банку СРСР. Реорганізації банку проводилися в 1959 і 1987, а в нинішньому вигляді він з'явився в 1990 році.
У квітні 2023 року Канада запровадила санкції проти Національного банку Білорусі.